# Ботанический сад Венского университета
 Ботанический сад Венского университета (нем. Botanischer Garten der Universität Wien) — ботанический сад в Вене, столице Австрии.
Ботанический сад Венского университета расположен в третьем районе Вены, вплотную примыкая к дворцово-парковому ансамблю Бельведер. На территории ботанического сада площадью 8 га произрастает 11,5 тысяч видов растений из разных уголков мира.

## История
По совету своего личного врача императрица Мария Терезия в 1754 году купила 2 гектара земли для обустройства сада лекарственных растений Hortus Medicus, положив начало будущему ботаническому саду Hortus Botanicus Vindobonensis. В разные годы ботаническим садом руководили известные австрийские ботаники и биологи Николаус Йозеф фон Жакен, Штефан Ладислаус Эндлихер, Эдуард Фенцль, Антон Кернер, Рихард Веттштейн, Карл фон Фриш.
В 1890—1893 годах под руководством Антона Кернера построен тепличный комплекс, в 1904—1905 годах — Институт ботаники. В 1930 году к ботаническому саду был присоединён бывший частный сад Габсбургов, после этого территория сада увеличилась до 8 гектаров. Ботанический сад сильно пострадал во время Второй мировой войны, в течение 1945—1969 годов проводились работы по его восстановлению и реконструкции и лишь в 1970 году сад был открыт для широкой публики.
Реконструкция здания Института ботаники продолжалась с 1975 по 1992 год, чуть позже (в 1995 году) были восстановлены теплицы площадью 1500 м². Большинство теплиц используется для научных целей и они закрыты для посетителей, тем не менее в одной из теплиц постоянно проходят выставки.
В 1991 году создана Ассоциация друзей Ботанического сада.
В течение двух с половиной веков своего существования ботанический сад несколько раз перестраивался, менялись концепции его развития. К настоящему времени ботанический сад представляет собой синтез ландшафтного парка XIX века и коллекции растений, систематизированной по географическому расположения растений. Несколько меньшие площади в саду посвящены конкретным темам, таким как полезные растения, суккуленты, альпийская флора, растительность Австрии, генетика растений и эволюция.